# Desmacella ambigua
Desmacella ambigua är en svampdjursart som beskrevs av Patricia R. Bergquist och Fromont 1988. Desmacella ambigua ingår i släktet Desmacella och familjen Desmacellidae.
Artens utbredningsområde är havet kring Nya Zeeland. Inga underarter finns listade i Catalogue of Life.